# 常駐警備車

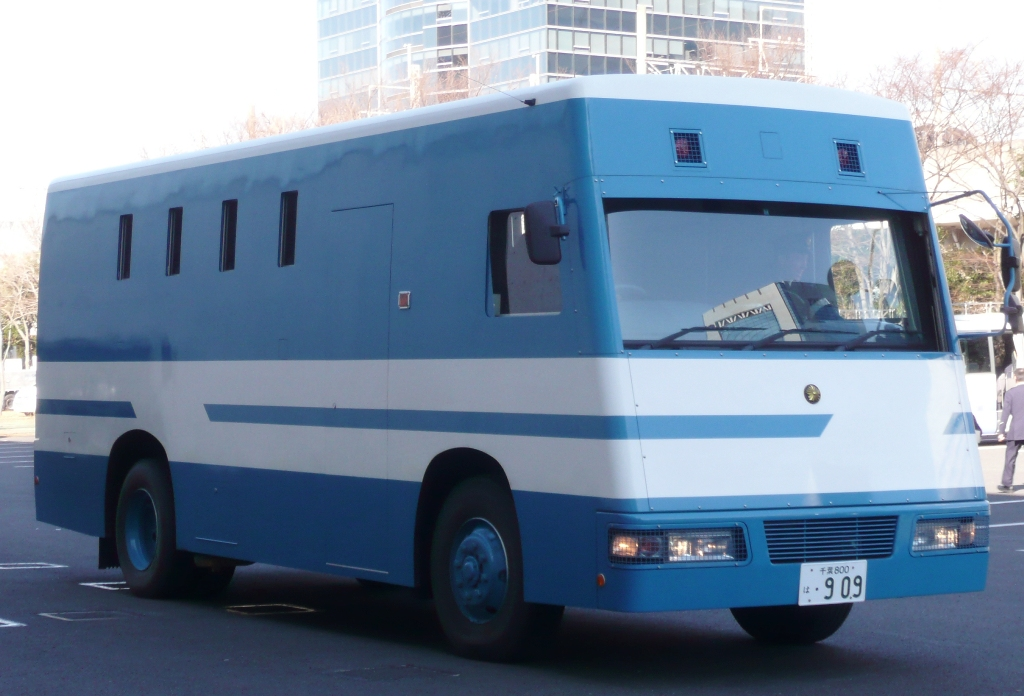
警備車兼輸送車（三菱ふそう）

常駐警備車（じょうちゅうけいびしゃ）は、日本の警察が重要防護施設の警備などを行う際に常駐する部隊を乗せる大型車両。「警備車兼輸送車」とも呼ばれており、暴動が発生した際には移動可能なバリケードとして使用される。また、常駐警備車よりも小回りがきく小型警備車についても本項で述べる。

## 常駐警備車
常駐警備車（警備車兼輸送車）は、装甲で覆われた大型車両である。車体両側面には突起物がほとんど無く、ルーフ（屋根）はアーチ型に傾斜している。この形状は、暴動が発生した際、暴徒が車両によじ登れないようにするためだと言われている。警備車兼放水車は常駐警備車と比較してルーフがやや平坦であるため、10.8羽田闘争や佐世保エンタープライズ寄港阻止闘争の記録映像を見ると学生が上に登って投石を行なっている場面が見られる。その特異な形状から、通称「カマボコ」と呼ばれており、車体の塗色は灰色である。同車両は70年安保闘争や、学園紛争に対処するため、警視庁機動隊を始め、全国の警察に配備された。
また、1990年代後半以降に製造された常駐警備車は、形状が「カマボコ型」から「箱型」に変更され、車体の塗色は青色である。車体は市販の大型トラック（いすゞ・ギガ、三菱ふそう・スーパーグレート、日野・プロフィアなど）の改造であるため、大型のフロントガラスが設置されているが、覗き穴が付いた防護板を備えており、必要に応じて上げてフロントガラスを防護することができる。
なお、上部に放水砲を設置した警備車兼放水車もあるが、その用途から一部の都道府県にしか配備されていない。より小型の遊撃放水車は全国で配備されている。

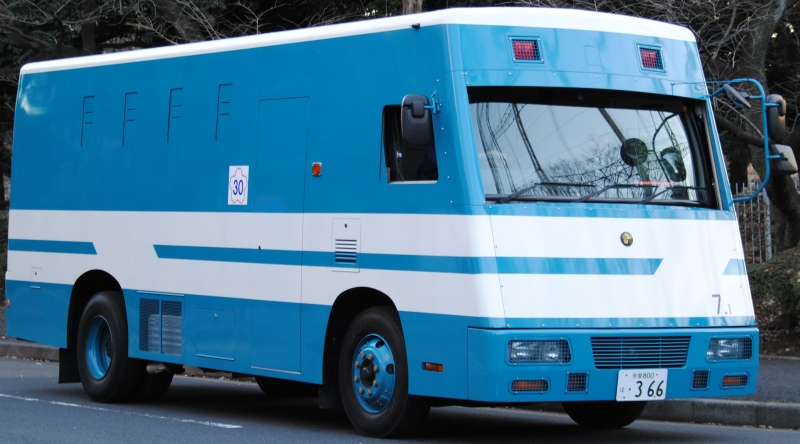
警備車兼輸送車（いすゞ）
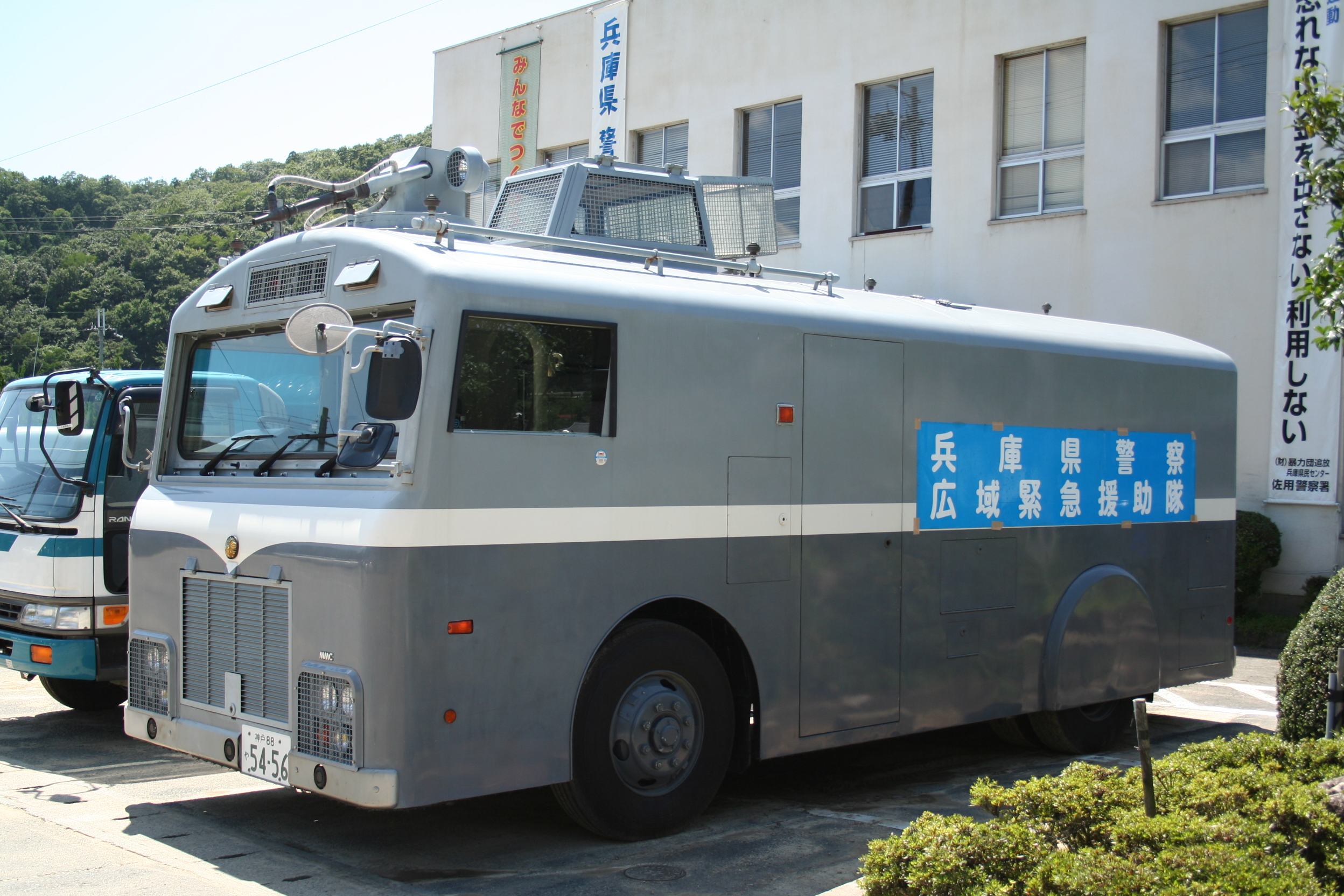
警備車兼放水車（三菱ふそう旧型）

## 小型警備車
小型警備車はその名の通りに、常駐警備車より小回りが利く車両である。
初期の車両は三菱ふそう・ファイターをベースとしていたが、1990年代後半以降に配備された車両は大型化され、三菱ふそう・スーパーグレートベースに変更されている。その後、2010年にベースとなる2軸車のFPが生産終了されたため、小型車の三菱ふそう・キャンターベースに変更されている。
車体は暴徒が登れないように突起がなく、また装甲板を溶接した防弾防爆構造となっており、フロントガラスに防護板を備えるなどの主要な特徴は常駐警備車と同様である。機動隊の銃器対策部隊や爆発物処理班などで使用されており、爆発物事案で盾となるために登場する機会が多い。
ベース車両がキャンターになってからは仕様が大幅に変更されており、全高が低く抑えられ、特型警備車からルーフハッチを省略したような外観となっている。

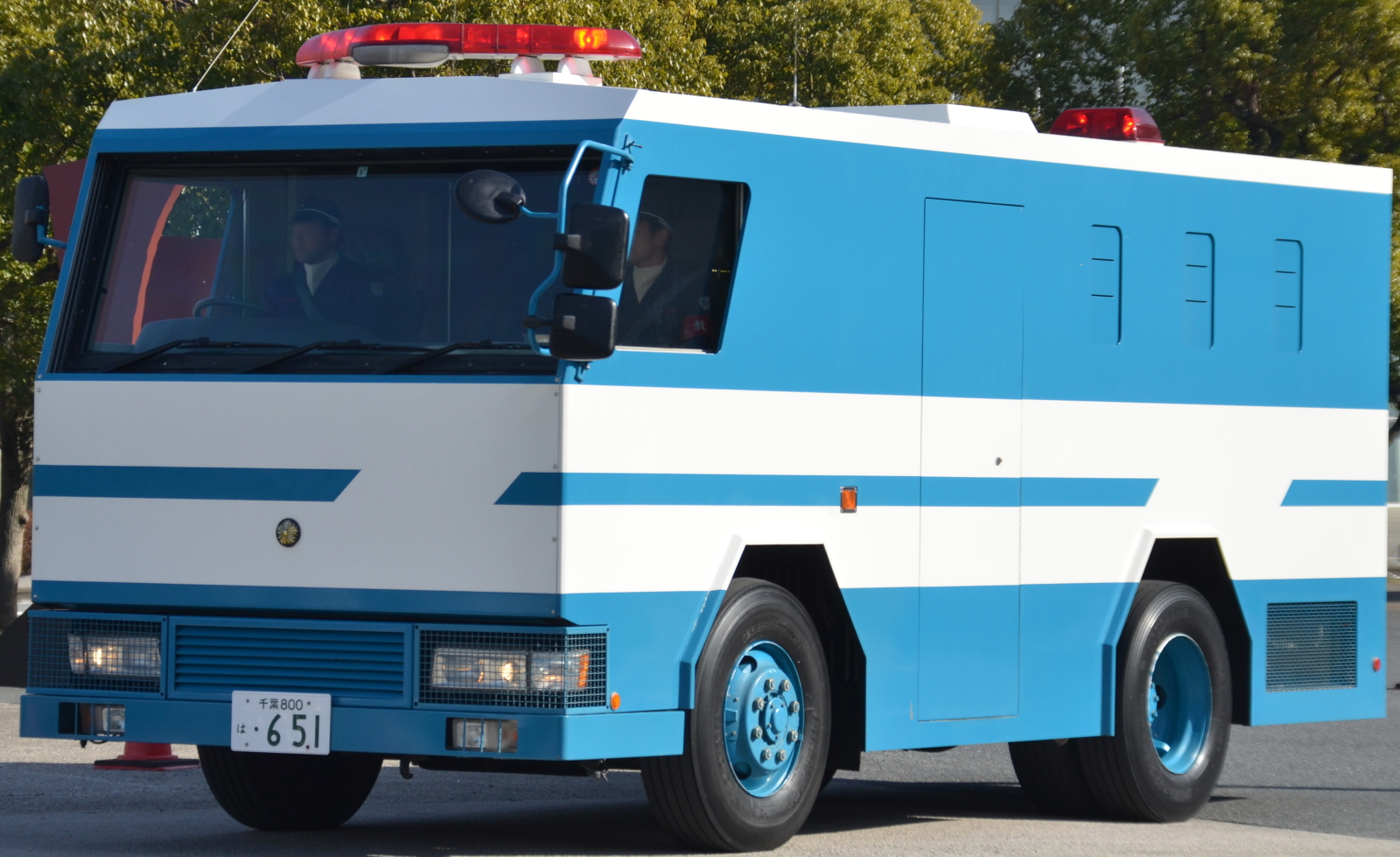
小型警備車（スーパーグレート）
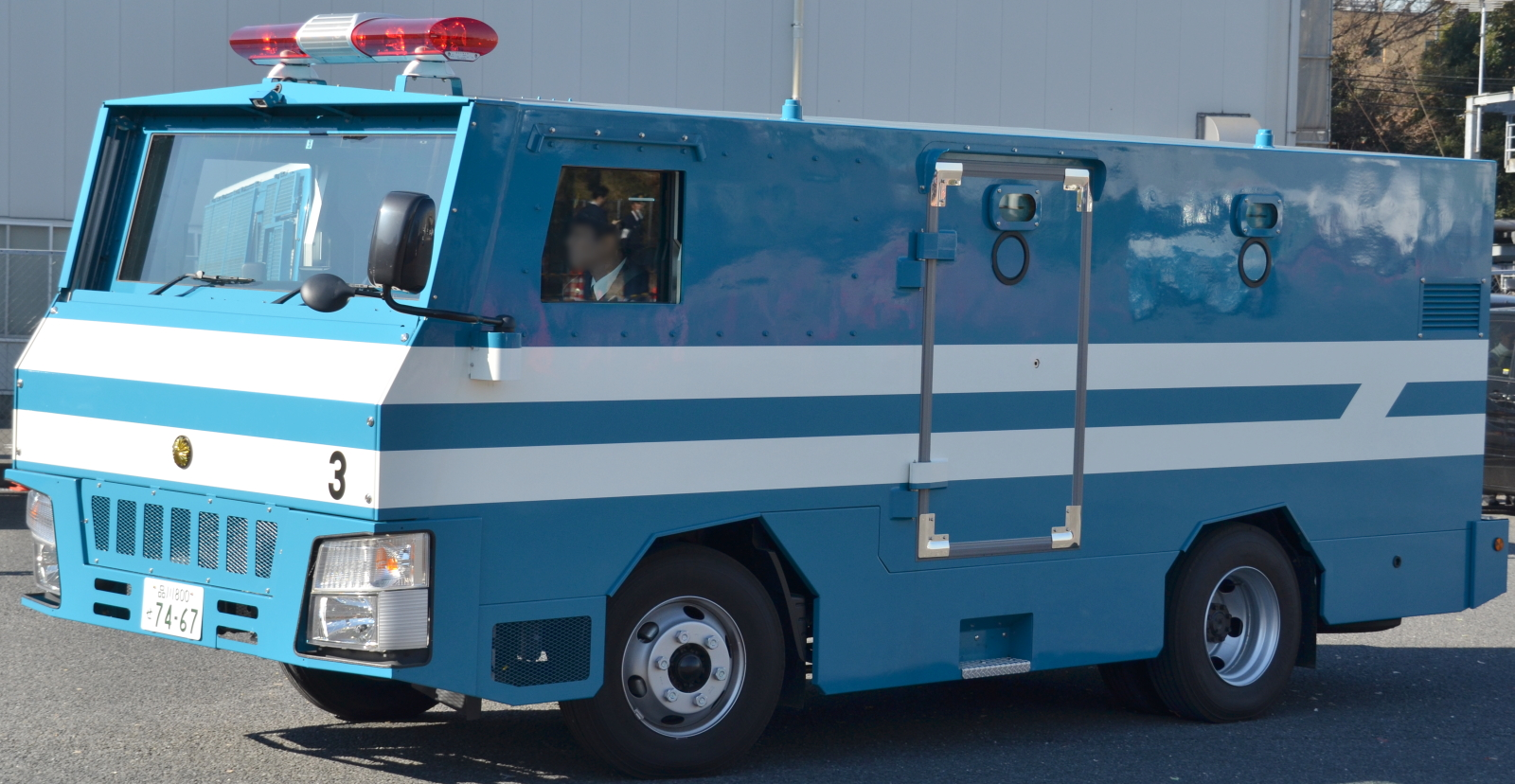
小型警備車（キャンター）